# Sergej Smetanin
Sergej Smetanin (Russisch: Сергей Сметанин) (Jekaterinenburg, 24 oktober 1973) is een Russisch voormalig professioneel wielrenner. Hij heeft nagenoeg zijn hele carrière in Spaanse dienst gereden.
In 2002 won hij de veertiende etappe in de Ronde van Spanje. In 1998 was hij al dicht bij twee etappe-overwinningen in de Ronde van Italië, maar moest toen genoegen nemen met een derde en tweede plaats.

## Belangrijkste overwinningen
1994
- 4e etappe Trofeo Joaquim Agostinho

1996
- 2e etappe Ronde van Castilië en León

1997
- 2e etappe Catalaanse Week
- 4e etappe Ronde van La Rioja
- Clásica Alcobendas
- 4e etappe Ronde van Asturië

1998
- 3e etappe Ronde van Aragon
- 1e etappe Ronde van La Rioja
- 2e etappe Ronde van La Rioja
- 1e etappe Ronde van Galicië
- GP Llodio

1999
- 1e etappe, deel A Ronde van La Rioja
- 3e etappe Ronde van Burgos

2000
- 5e etappe Wielerweek van Lombardije
- 5e etappe Ronde van Portugal

2001
- 2e etappe Catalaanse Week

2002
- 14e etappe Ronde van Spanje

## Resultaten in voornaamste wedstrijden
| Jaar | Ronde van Italië | Ronde van Frankrijk | Ronde van Spanje |
| ---- | ---------------- | ------------------- | ---------------- |
| 1996 |                  |                     | 96e              |
| 1998 | opgave           |                     | 61e              |
| 1999 | 92e              |                     | 64e              |
| 2001 |                  |                     | 114e             |
| 2002 |                  |                     | 80e (1)          |

| Jaar | Amstel Gold Race |
| ---- | ---------------- |
| 1996 |                  |
| 1998 | 64e              |
| 1999 |                  |
| 2001 |                  |
| 2002 |                  |

Wielerploegen van Sergej Smetanin
Aggiano ·
Aparicio ·
Benítez ·
Blanco ·
Buenahora ·
Casero ·
Clavero ·
Domínguez ·
Ferrigato ·
Freire ·
D. García · 
F. García ·
González de Heredia ·
Horrillo ·
Indurain ·
Manchon ·
Mercado ·
Rincón ·
Salmerón ·
Smetanin ·
Steinhauser ·
Zintsjenko
Aggiano ·
Benítez ·
Blanco ·
Buenahora ·
Casero ·
Cerezo ·
Clavero ·
Domínguez ·
Freire  ·
D. García · 
F. García ·
Á. González de Galdeano · 
I. González de Galdeano ·
González de Heredia ·
Horrillo ·
Indurain ·
Manchon ·
Medina ·
Mercado ·
Parra ·
Peña ·
Salmerón ·
Smetanin ·
Zintsjenko